# شيخ موكورو
شيخ أحمد تينينا موكورو، لاعب كرة قدم إفواري يلعب في نادي الزوراء.

## روابط خارجية
شيخ موكورو على موقع قاعدة بيانات كرة القدم.إي يو (الإنجليزية)